# 고지대뒤쥐
고지대뒤쥐 또는 중국고지대뒤쥐(Sorex excelsus)는 땃쥐과에 속하는 포유류의 일종이다. 중국의 토착종이다.